# Tijme Bouwers
T.J. (Tijme) Bouwers (Zuidlaren, 1941) is een Nederlands politicus van de ARP en later het CDA.
De in Drenthe geboren Bouwers is afgestudeerd in de economie aan de Rijksuniversiteit Groningen. Vervolgens was hij ambtenaar toezicht gemeentefinanciën bij de provincie Zuid-Holland, inspecteur van financiën bij het ministerie van Financiën en daarnaast gemeenteraadslid in Waddinxveen voor hij in september 1976 burgemeester werd van de Friese gemeente Ferwerderadeel. Van 1977 tot 1980 was hij voorzitter van het Provinciaal Comité van A.R. kiesverenigingen in Friesland, en van 1980 tot 1988 voorzitter van het CDA in Friesland.  In maart 1988 volgde zijn benoeming tot burgemeester van Aalten wat hij tot eind 2004 zou blijven.

## Nevenfuncties
Naast de diverse nevenfuncties die Tijme Bouwers uit hoofde van zijn functies heeft bekleedt, was hij tussen januari 2000 en september 2011 actief als voorzitter van het bestuur van Stichting RIONED, de koepelorganisatie voor stedelijk waterbeheer en riolering. Tussen 2000 en 2005 was hij tevens lid van de Raad van Commissarissen van drinkwaterbedrijf Vitens, en had daar zitting in de Auditcommissie. In 2005 werd hij lid van de Raad van advies van ingenieursbureau MWH, lid van de bestuursraad van Stichting "Oude en Nieuwe Gasthuis", en tussen 2006 en 2011 was hij vicevoorzitter van de raad van Toezicht van GGnet, een organisatie voor geestelijke gezondheidszorg. Hij is vertegenwoordiger regio Oost van de Koninklijke Nederlandse Vereniging 'Ons Leger' en Lid van de financiële commissie van de Vereniging Officieren Cavalerie. Verder is hij lid van de redactiecommissie  van het maandblad 'B&G', lid van het bestuur van ONG en vice-districtsgouverneur, district 110BZ van Lions Organisatie Nederland. Sinds maart 2010 is hij tevens voorzitter van de Stichting Geschillencommissie Vastgoedbeheer.